# Mark Bonnar
Richard Mark Bonnar (Edinburgh, 19 november 1968) is een Schots acteur.

## Carrière
Bonnar begon in 2001 met acteren in de televisieserie Rebus, waarna hij nog meerdere rollen speelde in televisieseries en films. Zo speelde hij in onder andere Casualty (2005-2006), The Bill (2007) en Shetland (2015-2022).

## Huwelijk
Bonnar is in 2007 getrouwd met actrice Lucy Gaskell met wie hij een dochter heeft (2011).

## Filmografie

### Films
Uitgezonderd korte films.
- 2025 Last Breath - als Craig
- 2023 Napoleon - als Jean-Andoche Junot
- 2021 Operation Mincemeat - als Jock Horsfall
- 2020 Zog and the Flying Doctors - als Unicorn (stem)
- 2019 The Kid Who Would Be King - als mr. Jeffreys
- 2018 Say My Name - als Dec
- 2017 Eric, Ernie and Me - als Eric Morecambe
- 2016 Porridge - als Meekie
- 2016 Take Down - als Lawrence Close
- 2015 Sunset Song - als Eerwaarde Gibbon
- 2015 All the Ordinary Angels - als mr. Taylor
- 2014 Camera Trap - als Iain
- 2014 X Moor - als Fox
- 2011 National Theatre Live: The Cherry Orchard - als Trofimov
- 2007 Britz - als Richard
- 2007 The Trial of Tony Blair - als Tommy
- 2003 Loving You - als DC Colin Morris

### Televisieseries
Uitgezonderd eenmalige gastrollen.
- 2023 Murder Is Easy - als eerwaarde Humbleby - 2 afl.
- 2023 World on Fire - als Sir James Danemere - 5 afl.
- 2019-2023 Guilt - als Max McCall - 12 afl.
- 2023 The Rig - als Alwyn - 2 afl.
- 2022 Litvinenko - als Clive Timmons - 4 afl.
- 2021-2022 Unit - the New Series - als The Eleven (stem) - 8 afl.
- 2013-2022 Shetland - als Duncan Hunter - 30 afl.
- 2021 The Brilliant World of Tom Gates - als mr. Fullerman - 10 afl.
- 2020 Quiz - als Paul Smith - 3 afl.
- 2019 Defending the Guilty - als Miles - 3 afl.
- 2019 Summer of Rockets - als Field - 6 afl.
- 2015-2019 Catastrophe - als Chris - 20 afl.
- 2018 Humans - als Neil - 7 afl.
- 2017 Porridge - als Meekie - 6 afl.
- 2017 Unforgotten - als Colin Osborne - 6 afl.
- 2017 Apple Tree Yard - als Gary Carmichael - 4 afl.
- 2016 New Blood - als Peter Mayhew - 5 afl.
- 2016 Undercover - als John Halliday - 5 afl.
- 2015 Jekyll & Hyde - als Lord Protheroe - 5 afl.
- 2015 Catastrophe - als Chris - 10 afl.
- 2015 Home Fires - als Adam Collingborne - 3 afl.
- 2014 Line of Duty - als DCC Mike Dryden - 6 afl.
- 2013 Silent Witness - als Piers Christie - 2 afl.
- 2012 The Paradise - als Peter Adler - 2 afl.
- 2011 Psychoville - als rechercheur Finney - 6 afl.
- 2009 Paradox - als D.S. Ben Holt - 5 afl.
- 2007 The Bill - als Ray Moore - 8 afl.
- 2005-2006 Casualty - als Bruno Jenkins - 23 afl.
- 2005 Casualty @ Holby City - als Bruno Jenkins - 2 afl.
- 2002 Wire in the Blood - als Stevie McTeer - 2 afl.

- Gemeinsame Normdatei: 1297464931
- International Standard Name Identifier: 0000 0001 3380 2884
- Library of Congress Control Number: nr2007013365
- MusicBrainz: edbc40a6-970b-4e5a-a1fc-1565eb9616fd
- Nationale Bibliotheek van Israël: 987011827763905171
- Système universitaire de documentation: 248209582
- Virtual International Authority File: 1354147665857860670001